# Garden Grove, California
Garden Grove este un oraș din California, SUA.
Se află la o altitudine de 27 m deasupra nivelului mării. Are o suprafață de 46,554829 km². Populația este de 171.949 locuitori, determinată în 1 aprilie 2020, prin recensământ.